# Krchleby (ort i Tjeckien, Mellersta Böhmen, lat 50,24, long 15,02)
Krchleby är en ort i Tjeckien.   Den ligger i regionen Mellersta Böhmen, i den centrala delen av landet, 50 km öster om huvudstaden Prag. Krchleby ligger 200 meter över havet och antalet invånare är 725.
Terrängen runt Krchleby är platt, och sluttar söderut. Runt Krchleby är det ganska tätbefolkat, med 108 invånare per kvadratkilometer. Närmaste större samhälle är Nymburk, 6,0 km söder om Krchleby. Trakten runt Krchleby består till största delen av jordbruksmark.